# Kasererbräuhaus

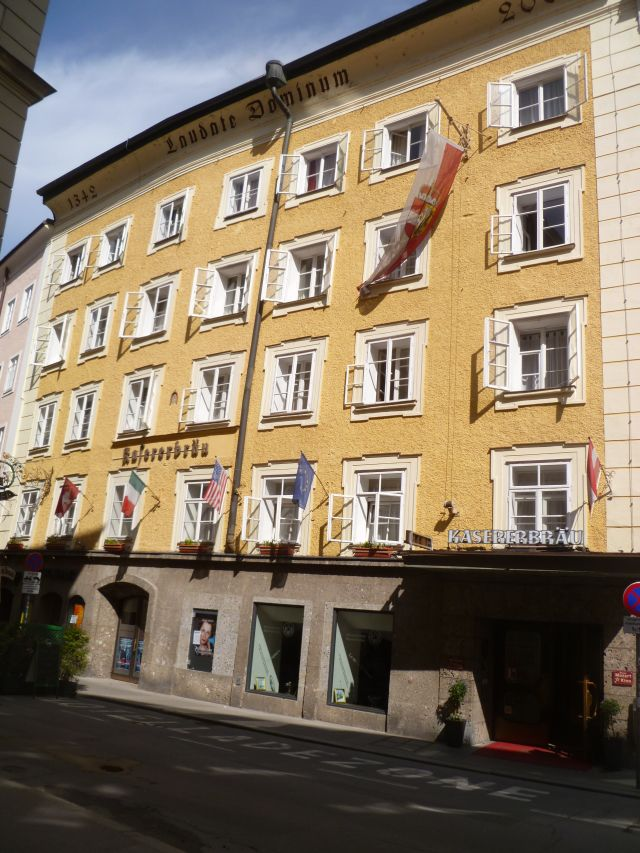
Das Hotel Kasererbraeu in der Stadt Salzburg

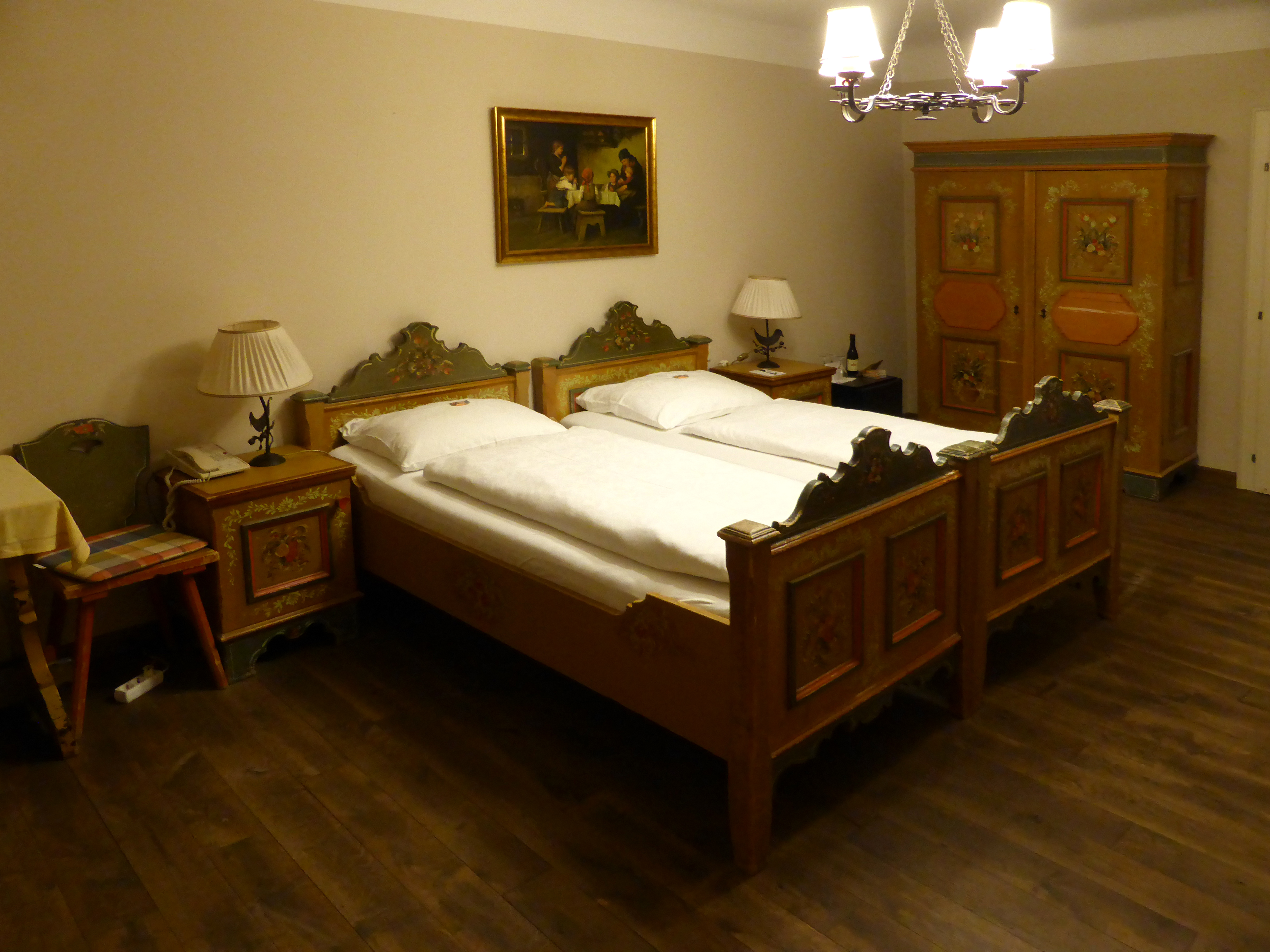
1956 übernachtete Romy Schneider in Zimmer 323 zur Premiere von Sissi – Die junge Kaiserin im Mozartkino. Die handbemalte Raumausstattung ist heute noch erhalten.

Das Kasererbräuhaus ist ein denkmalgeschütztes Gebäude in der Kaigasse 33 im Kaiviertel der Salzburger Altstadt und ist damit Teil des historischen Zentrums der Stadt und Teil des UNESCO-Weltkulturerbes. Es wird als Hotel geführt, das als Altstadthotel Kasererbräu oder auch Altstadthotel Kasererbraeu firmiert. Zum Gebäude gehört auch das Mozartkino.

## Geschichte
Im Jahr 1342 wurde das im Kern spätgotische Gebäude erstmals urkundlich erwähnt. Der Vorgängerbau war ein römischer Asklepios-Tempel. Reichenhaller Mönchsherren zu San Zeno richteten hier in einem bestehenden Gebäude eine Klosterherberge ein. Aus dieser Herberge wurde im Jahr 1526 das „Weinhaus zum Weiszen Lewen“. Nach einer Umbenennung zu „Kässerers Würthsbehausung beim weißen Lewen“ im Jahr 1713 erhielt das Gebäude im Jahr 1775 den Namen Kasererbraeu und war eine von elf bürgerlichen Brauereien Salzburgs.
Von 1795 bis 1886 stand das Hotel im Besitz der aus Gastein stammenden Bierbrauer-Familie Moser. Durch eine Zwangsversteigerung ging das Eigentum im Jahr 1886 auf einen gewissen Weismayr über. Die Familie Giebisch übernahm im Jahr 1909 den Beherbergungsbetrieb, dem 1918 das Mozartkino angegliedert wurde.
Das Hotel ist Mitglied der PrivateCityHotels.

## Architektur
Das Gebäude ist im Kern aus dem Mittelalter. Die siebenachsige fünfgeschoßige Fassade mit einem Hohlkehlenabschluss ist aus dem Ende des 18. Jahrhunderts. Die Fensterumrahmungen zeigen Ohren.